# N-metiltriptamina
N-metiltriptamina (NMT), o metiltriptamina, es un compuesto de la familia de las triptaminas. Este alcaloide, probablemente derivado del L-triptófano, se ha encontrado en la corteza, ramas y hojas de varias especies de plantas, incluyendo Virola, Acacia, y Mimosa y es a menudo relacionada con los compuestos N,N-dimetiltriptamina (DMT) y 5-metoxi-N,N-dimetiltriptamina (5-MeO-DMT).[cita requerida] También se sintetiza en el cuerpo humano como un producto final del metabolismo del aminoácido L-triptófano.
Administrada oralmente la NMT no produce efectos biológicamente psicoactivos, producto de la enzima monoaminooxidasa, pero se vuelve activa en combinación de un inhibidor de esta.[cita requerida]